# У джазі тільки дівчата
«У джазі тільки дівчата» (англ. Some Like it Hot, досл. «Дехто любить гарячіше») — американська музична кінокомедія 1959 року за участю Мерилін Монро, Тоні Кертіса і Джека Леммона. Екранізація оповідання Роберта Торена й Майкла Логана. Режисер — Біллі Вайлдер.
Фільм одержав премію «Оскар» за найкращі костюми, три премії «Золотий глобус»: за найкращу жіночу роль (Мерилін Монро), за найкращу чоловічу роль (Тоні Кертіс), і як найкраща комедія; нагороду Британської кіноакадемії (BAFTA) і нагороду Гільдії сценаристів США. Американський кіноінститут назвав фільм найкращою комедією всіх часів. Пісні фільму, зокрема «I Wanna Be Loved by You», стали популярними. На 1 березня 2024 року фільм займав 133-тю позицію у списку 250 кращих фільмів за версією IMDb. Фільм посідає першу сходинку у списку 100 найсмішніших американських фільмів за 100 років за версією AFI.

## Сюжет

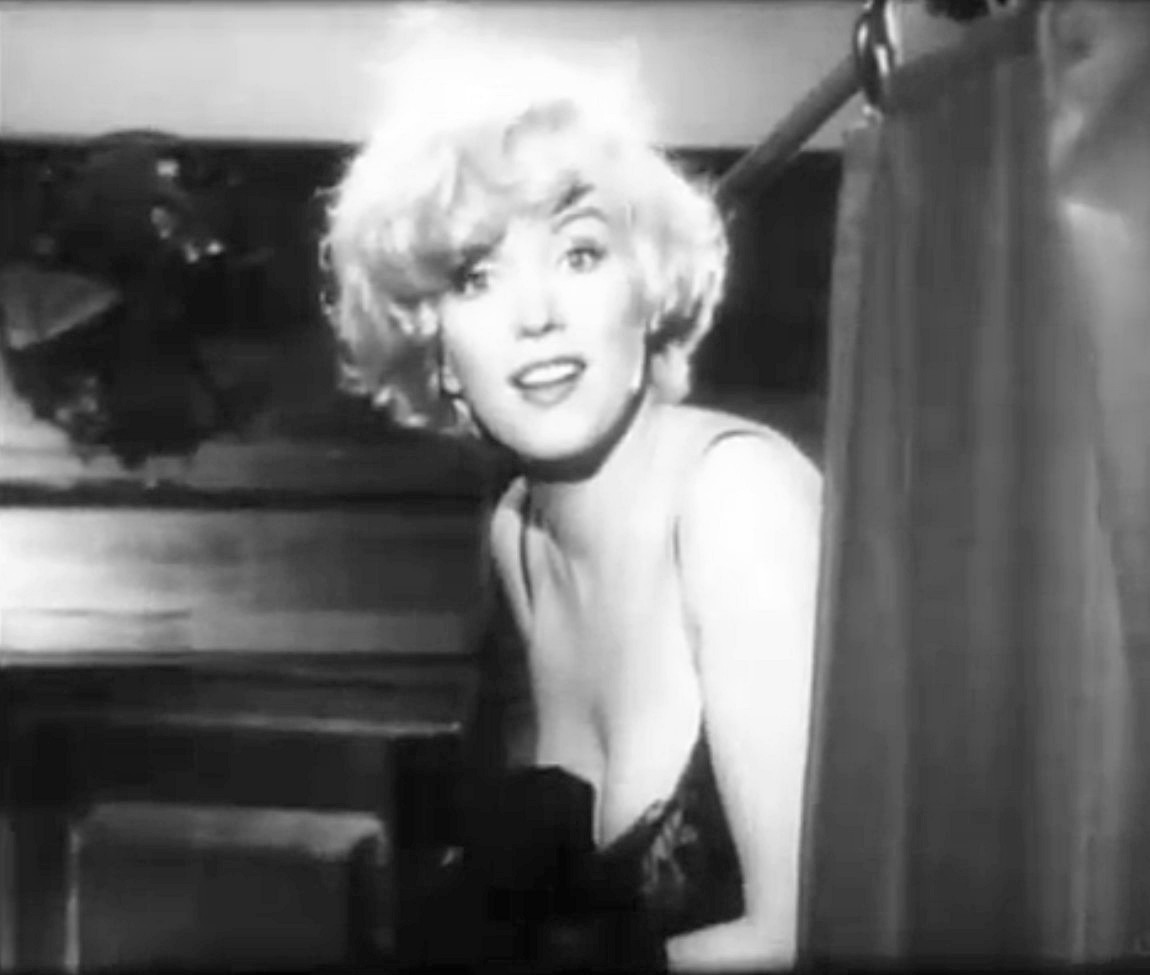
Дана Ковальчик у виконанні Мерилін Монро

Дія відбувається в США наприкінці 1920-х під час сухого закону. Двоє друзів-музикантів, саксофоніст Джо й контрабасист Джері, перебувають у тяжкому фінансовому становищі й шукають роботу. Їм трапляються дві вакансії в джаз-ансамблі на період виступів у Флориді, однак ансамбль жіночий, і тому вони не отримують цієї роботи. Незабаром хлопці випадково стають свідками озброєного конфлікту між конкурентними групами мафіозі й ледве уникають розправи. Ватажок мафіозі — «Гетри» Коломбо — вирішує знайти й знищити двох свідків. Відчуваючи небезпеку, Джо та Джері вирішують виїхати з Чикаго за всяку ціну. Вони переодягаються в жінок, називають себе Дафною та Джозефиною (перед цим домовлялися, що Джері буде Джеральдиною), приєднуються до жіночого джаз-ансамблю, з яким від'їжджають до Флориди потягом. Вони знайомляться з чарівною солісткою ансамблю «Цукерочкою» Кейн (справжнє прізвище — Ковальчик). Обоє хлопців зачаровані нею й починають боротися за її симпатію, одночасно далі прикидаючись жінками.
Прибувши у Флориду й розмістившись у готелі, Джо намагається підкорити Цукерочку, передягшись і видаючи себе за мільйонера, спадкоємця нафтової компанії «Шелл». Водночас справжній мільйонер, літній Озгуд Філдинг Третій, закохується в Джері-Дафну й запрошує його на вечерю на свою яхту. Джо переконує Джері залишитися з Озгудом на березі, й поки ці двоє завзято танцюють у ресторані, він проводить вечір на яхті з Цукерочкою, яка вірить, що ця яхта є його власністю. Того-таки вечора Озгуд пропонує Джері-Дафні одружитися, й той, у стані захоплення, вже забувши, що він не жінка, приймає цю пропозицію.
У цей же готель прибувають бандити на зустріч мафії з назвою «Друзі італійської опери». У ліфті вони стикаються із Джо та Джері, які відразу ж вирішують утекти, але своїми діями тільки погіршують ситуацію. Після низки погонь, курйозів і ще одного розстрілу мафіозі (цього разу самого Коломбо), вони разом із Цукерочкою тікають на яхту до Озгуда. Джо зізнається Цукерочці в обмані, але вона заявляє, що любить його таким, яким він є. Джері пояснює Озгудові, що вони не можуть одружитися, однак той не приймає жодних заперечень. Врешті Джері зриває перуку й говорить, що він — чоловік, але Озгуд на це відповідає: «Авжеж, ніхто не досконалий».

## У ролях
- Мерилін Монро — Дана Ковальчик («Цукерочка»), солістка ансамблю
- Тоні Кертіс — Джо, «Джозефина», саксофоніст
- Джек Леммон — Джері, «Дафна», контрабасист
- Джордж Рафт — «Гетри» Коломбо, мафіозі
- Джо Е. Браун — Озгуд Філдинґ Третій, багатий відпочивальник
- Пет О'Браєн — Детектив Малліген, ловить мафію
- Неємія Персофф — «Малюк» Бонапарт, голова на з'їзді мафії
- Джоан Шоулі — Красуня С'ю, диригентка ансамблю
- Біллі Грей — Сіг Полякофф, голова контори з найняття музик
- Джордж Е. Стоун — Чарлі «Зубочистка», жертва «Гетрів»
- Дейв Баррі — Бінсток, директор ансамблю

## Музичні композиції з фільму
- «Runnin' Wild» (А. Г. Гіббз, Джо Грей, Лео Вуд): Виконала Мерилін Монро.

- «Sugar Blues» (Вільямс-Флетчер)
- «Down Among The Sheltering Palms» (А. Г. Гіббз, Джо Грей, Лео Вуд)
- «Randolph Street Rag» (Адольф Дойч)
- «I Wanna Be Loved By You» (Берт Калмар, Гербер Вуд, Гері Рубі): Виконала Мерилін Монро.

- «Park Avenue Fantasy (Stairway To The Stars)» (Меті Малнек — Френк Сіньйореллі)
- «Down Among The Sheltering Palms/La Cumparsita/I Wanna Be Loved By You» (Олмар-Брокман)
- «I'm Through With Love» (Газ Кан, Меті Малнек, Джей Лівінстон): Виконала Мерилін Монро.

- «Sweet Georgia Brown» (Бен Берні, Масео Пінкар, Кенет Кейсі)
- «By the Beautiful Sea» (Гері Керол, Геролд Атерідж)
- «Some Like It Hot» (Меті Малнек — І. А. Л. Даймонд)
- «La Cumparsita» (Жерардо Матос Родрігез)[9]